# ウィリアム・パトリック・ヒトラー
ウィリアム・パトリック・"ウィリー"・ヒトラー（William Patrick "Willy" Hitler, 1911年3月12日 - 1987年7月14日）は、アメリカ合衆国の海軍軍人。
ナチス・ドイツの総統を務めたアドルフ・ヒトラーの甥。アドルフの腹違いの兄弟であるアロイス・ヒトラー・ジュニアの息子としてイギリスにて生を受け、一時ドイツ国にも暮らしたが、やがてアメリカに移り、アメリカ海軍軍人として第二次世界大戦を戦った。また、姓は後にスチュアート＝ヒューストン（Stuart-Houston）と改めている。

## 若年期
1911年、イギリスのリヴァプール・ランカシャーにて、父アロイス・ヒトラー・ジュニアとアイルランド人の母ブリジット・ダウリングの間に生を受ける。両親は1909年にダブリンで出会い、メリルボーンで結婚式を上げた後にはリヴァプールの北部で暮らしていた。
一家はアッパースタンホープ通り102番地（102 Upper Stanhope Street）のフラットで暮らしていた。この家はリヴァプール空襲最中の1942年1月10日に爆撃を受け破壊された。ダウリングは「我が義兄アドルフ」（My Brother-in-Law Adolf）と題した原稿を残しているが、これによればアドルフはオーストリアでの徴兵を逃れるために、1912年11月から1913年4月までアロイスやダウリングと共にリヴァプールで暮らしていたという。
1914年、アロイスは妻と息子を残してヨーロッパを巡る賭博旅行へと出発し、母国ドイツにも立ち寄った。しかし、その最中に第一次世界大戦が勃発してイギリスへの渡航が不可能となったため、アロイスは家族を捨て、またウィリアムは母ブリジットの手で育てられることとなった。アロイスは再婚したが、敗戦後の1920年代半ばにはブリジットに宛ててウィリアムをドイツへ訪問させて欲しいという旨の手紙を書いている。最終的に1929年になってからブリジットはこれに同意し、18歳になっていたウィリアムをドイツへ訪問させている。なお、アロイスは再婚したドイツ人女性との間にも息子ハインリヒをもうけている。ハインリヒは後に陸軍に入隊し、1942年にはソ連邦の捕虜となった末に死亡している。

## ナチス・ドイツ
1933年、ウィリアムはドイツを再訪した。当時、既にNSDAPによる権力掌握が完了しており、ウィリアムが訪独したのは総統となった叔父アドルフから何らかの恩恵を受けられると期待してのことだった。アドルフはウィリアムのためにベルリンの銀行に職を見つけている。その後、ウィリアムはオペル社の車輌工場や車のセールスマンとして働いた。しかし、彼はこれらの仕事に満足せず、アドルフに対してより良い仕事を見つけてくるように要求した。さらに、彼自身の「個人的な事情」が解決されない場合、ヒトラー家の恥となりうる話を新聞社に売りつけると脅迫さえしたのである。
1938年、アドルフはウィリアムに対して高級な仕事と引き換えにイギリスの市民権を放棄する気はないかと提案した。アドルフはこれでウィリアムが仕事を諦め帰国すると期待していたのだが、ウィリアムは再びアドルフを脅迫しようと試みた。彼はアメリカの雑誌『ルック』に「僕が叔父を嫌う理由」（Why I Hate my Uncle.）と題した記事を掲載した。1930年代後半、ウィリアムがドイツで実際にどのような仕事をしていたのかは明らかではない。
1939年1月、アメリカの出版界の重鎮ウィリアム・ランドルフ・ハーストの招待を受けたウィリアムはドイツを離れ、母と共に渡米して講演活動を行った。親子は第二次世界大戦の勃発をアメリカ国内で迎えた。そしてフランクリン・ルーズベルト米大統領への特別な要望を行った後、1944年にはアメリカ海軍への入隊を認められ、ニューヨーク市クイーンズ区サニーサイドへと引っ越した。
彼が後にしばしば語ったところによれば、彼が志願兵事務所を訪れて自己紹介をすると、「ヒトラー」という姓を冗談だと思った担当官が「お会いできて光栄です、ヒトラーさん。私はヘスです」と返答したという。彼の海軍入隊を取り上げ、「ヒトラーが米海軍に入隊」（HITLER JOINS U.S. NAVY.）と報じるニュース映画も作られた。

## その後
第二次世界大戦中、ウィリアムは薬剤兵曹としてアメリカ海軍に勤務し、1947年に除隊した。彼は戦闘中の負傷から名誉戦傷章を受章している。
海軍除隊後、ウィリアムは姓をスチュアート＝ヒューストン（Stuart-Houston）と改めた。この姓について、反ユダヤ主義者のイギリス人作家ヒューストン・ステュアート・チェンバレンとの関連を指摘する者もいる。その後、ウィリアム・スチュアート＝ヒューストンは結婚してロングアイランドのパッチョーグに移り、医療機関向けの血液分析事業を確立するべく医学教育を受けた。彼はパッチョーグのシルバー通り71番地（71 Silver Street）の2階建ての家に暮らしつつ、自宅内にブルックヘブン研究所（Brookhaven Laboratories）という研究施設を構えていた。
スチュアート＝ヒューストンの妻フィリス・ジェーン＝ジェイクス（Phyllis Jean-Jacques, 1920年代中頃 - 2004年11月2日）はドイツ出身だった。1947年、最初の子供アレクサンダー・アドルフ（Alexander Adolf）が生まれる。その後、ルイス（Louis, 1951年 - ）、ハワード・ロナルド（Howard Ronald, 1957年 - 1989年）、ブライアン・ウィリアム（Brian William, 1965年 - ）の3子をもうけた。
ウィリアム・スチュアート＝ヒューストンは1987年7月14日にパッチョーグで死去した。遺体はコラムのホリー・セパルカー墓地にて母ブリジットの隣に埋葬された。
息子の1人ハワード・ロナルド・スチュアート＝ヒューストンは内国歳入庁犯罪捜査部の特別捜査官になったが、1989年9月14日に交通事故死した。子供はいなかった。彼もホリー・セパルカー墓地に埋葬されている。
スチュアート＝ヒューストンの息子たちはいずれも子供を残さなかったため、意図的に「ヒトラー」の血筋を絶やそうとしていたのではないかという推測もなされた。しかし、アレクサンダー・アドルフはこれを否定している。